# آلفونسوی اول
آلفونسوی اول (۲۱ ژوئیهٔ ۱۴۷۶ – ۳۱ اکتبر ۱۵۳۴) از تاریخ ۲۵ ژانویهٔ ۱۵۰۵، تا ۳۱ اکتبر ۱۵۳۴ در زمان جنگ لیگ کامبری، دوک فرارا بود.